# Genpact
Genpact (NYSE: G) er en amerikansk-indisk it-konsulentvirksomhed. Den er registreret på Bermuda og har hovedkvarter i New York City. De har over 109.000 ansatte i 30 lande og omsætter for ca. 4 mia USD.
Genpact blev etableret i 1997 i New Delhi som en enhed under General Electric.